# جوش هيوستن
جوش هيوستن (بالإنجليزية: Josh Huston)‏ هو لاعب كرة قدم أمريكية أمريكي، ولد في 28 فبراير 1982 في فندلي في الولايات المتحدة.